# Етна Грин (Индијана)
Етна Грин (енгл. Etna Green) град је у америчкој савезној држави Индијана.

## Демографија
По попису из 2010. године број становника је 586, што је 77 (-11,6%) становника мање него 2000. године.
| Група             | 2000.       | 2010.       |
| Белци             | 633 (95,5%) | 562 (95,9%) |
| Афроамериканци    | 3 (0,5%)    | 3 (0,5%)    |
| Азијати           | 5 (0,8%)    | 2 (0,3%)    |
| Хиспаноамериканци | 19 (2,9%)   | 14 (2,4%)   |
| Укупно            | 663         | 586         |